# Лангенцерсдорф
Лангенцерсдорф (нем. Langenzersdorf) — ярмарочная коммуна (нем. Marktgemeinde) в Австрии, в федеральной земле Нижняя Австрия.
Входит в состав округа Корнойбург. Население составляет 9327 человек (на 1 января 2008 года). Занимает площадь 10,68 км². Официальный код — 31214.

## Политическая ситуация
Бургомистр коммуны — Андреас Арбессер (АНП) по результатам выборов 2010 года.
Совет представителей коммуны (нем. Gemeinderat) состоит из 33 мест.
- АНП занимает 20 мест.
- СДПА занимает 6 мест.
- Зелёные занимают 5 мест.
- АПС занимает 2 места.